# Губанов, Александр Иванович
Александр Иванович Губанов (1911—1989) — геолог-нефтяник, инженер, лауреат Ленинской премии 1966 года.

## История
Окончил физмат Куйбышевского педагогического института (1941).
С 1937 года работал в различных организациях. В 1937—1938 сотрудник центральной научно-исследовательской лаборатории треста «Сызраньнефть».
В 1942—1943 инженер-геофизик ВНИГРИ (Научно-исследовательского геологоразведочного института); в 1943—1946 зам. заведующего, заведующий научно-исследовательской лабораторией Куйбышевнефтекомбината.
В 1946—1989 работал в институте «Гипровостокнефть»: зав. лабораторией исследования пласта, с 1961 года зав. отделом разработки нефтяных месторождений и нефтепромысловой геологии, в последнее время — старший научный сотрудник.
Кандидат технических наук. Один из создателей блоковой системы разработки нефтяных месторождений.
Лауреат Ленинской премии и премии им. академика И. М. Губкина. Почётный нефтяник. Награждён орденом «Знак Почёта» (1963).